# Fijngestreepte olijfstreeppipratiran
De fijngestreepte olijfstreeppipratiran (Mionectes olivaceus) is een zangvogel uit de familie Tyrannidae (tirannen). De vogel werd in 1868 als soort geldig beschreven door de Amerikaanse vogelkundige George Newbold Lawrence.

## Kenmerken
De vogel is 12 tot 13 cm en lijkt qua postuur op een grauwe vliegenvanger. De vogel is van boven grijs tot donker olijfgroen en op de buik en borst lichtgrijs tot  olijfgroen met fijne, donkere streepje in de lengte. Opvallend is een klein wit vlekje achter het oog.

## Verspreiding en leefgebied
De vogel komt voor in oostelijke Costa Rica en westelijk Panama. De leefgebieden liggen in zowel natuurlijk bos als meer in cultuur gebracht gebied op hoogten tussen de 800 en 2200 meter boven zeeniveau. De vogel staat als niet bedreigd op de rode lijst van de IUCN.